# Bahnhof Kuriyama
Der Bahnhof Kuriyama (jap. 栗山駅, Kuriyama-eki) ist ein Bahnhof auf der japanischen Insel Hokkaidō. Er befindet sich in der Unterpräfektur Sorachi auf dem Gebiet der Gemeinde Kuriyama.

## Beschreibung

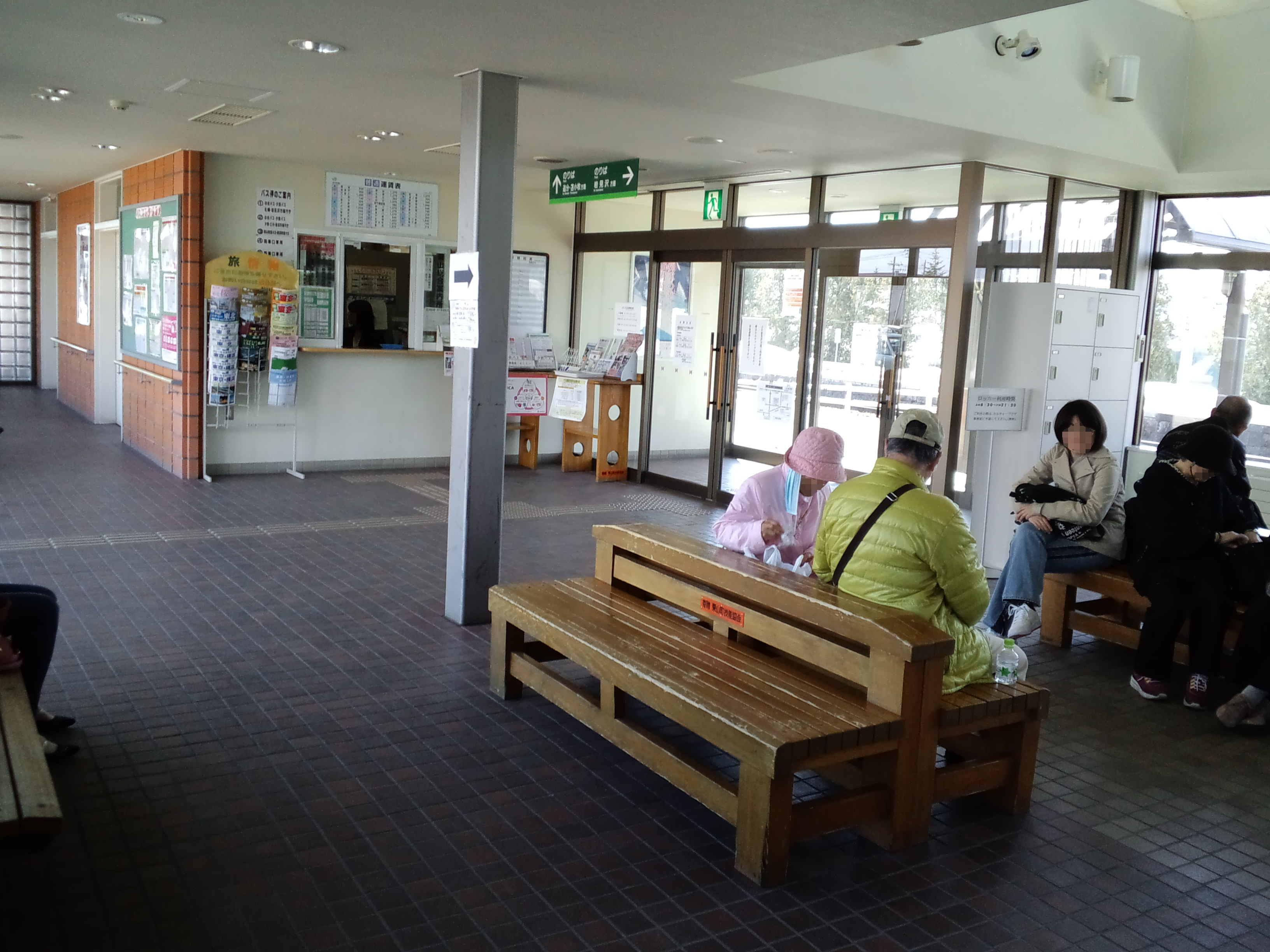
Im Bahnhofsgebäude (April 2014)

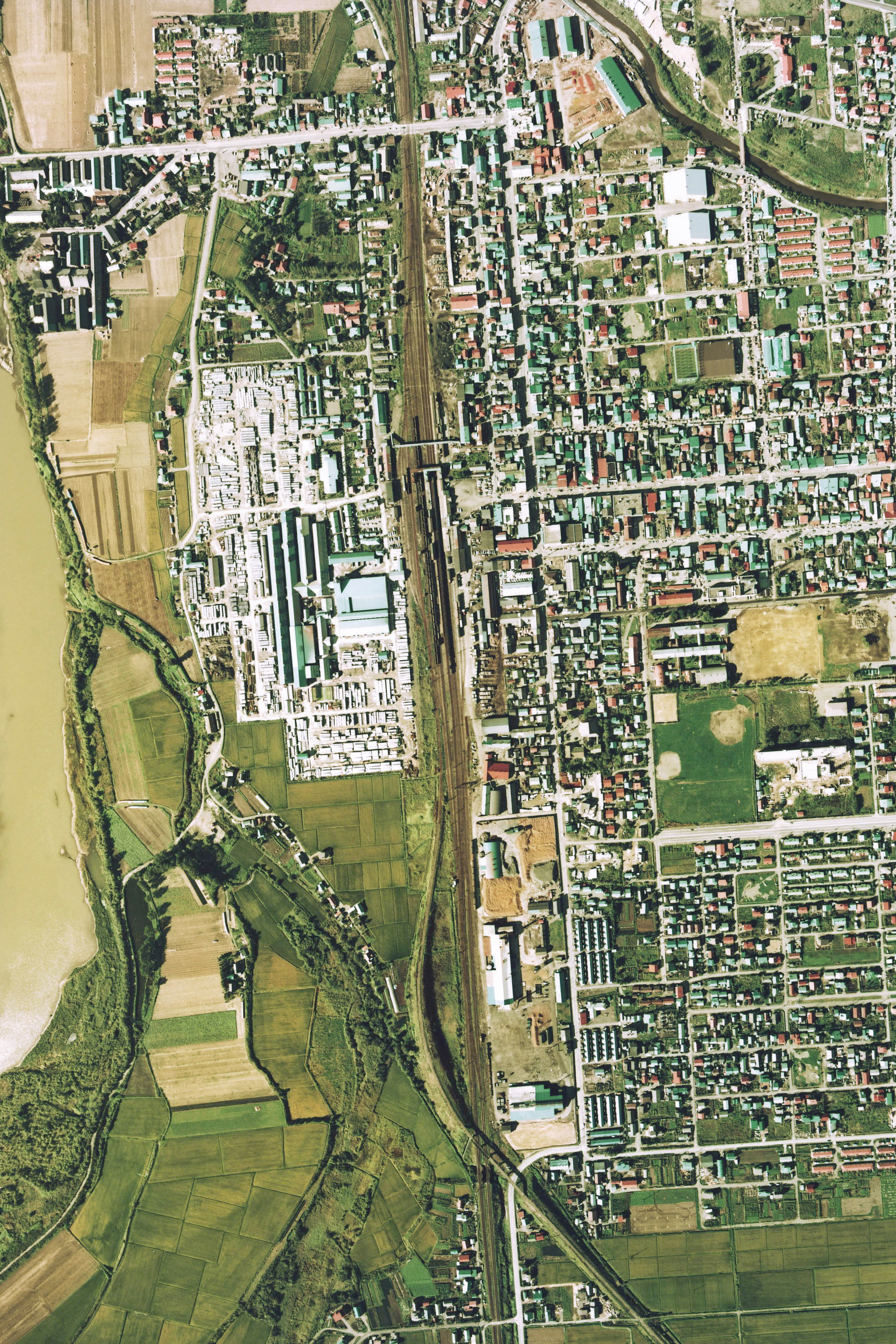
Luftansicht (1976)

Kuriyama ist ein Durchgangsbahnhof und früherer Kreuzungsbahnhof an der Muroran-Hauptlinie. Sie führt von Muroran über Tomakomai nach Iwamizawa und wird von der Gesellschaft JR Hokkaido betrieben. Regionalzüge verkehren siebenmal täglich nach Iwamizawa und Tomakomai. Auf dem Bahnhofsvorplatz befindet sich ein Busterminal, der vom Stadtbus Kuriyama und von Linien der Gesellschaft Hokkaidō Chūō Bus bedient wird (u. a. wird eine Schnellbusverbindung nach Sapporo angeboten). In unmittelbarer Nähe halten auch Linien der Gesellschaft Yūbari Tetsudō und der Stadtbus Naganuma.
Der Bahnhof befindet sich westlich des Stadtzentrums in der Nähe des Nihonkotsu-Zementwerks. Er ist von Süden nach Norden ausgerichtet und besitzt drei Gleise, von denen zwei dem Personenverkehr dienen. Diese liegen am Hausbahnsteig und an einem Seitenbahnsteig, der durch eine gedeckte Überführung mit dem Empfangsgebäude an der Ostseite der Anlage verbunden ist. Das lang gestreckte Empfangsgebäude ist direkt an das Gemeindezentrum von Kuriyama angebaut.

## Geschichte
Die Bergbau- und Bahngesellschaft Hokkaidō Tankō Tetsudō eröffnete am 1. August 1892 die Strecke von Iwamizawa über Tomakomai nach Higashi-Muroran. Da der Kohlentransport zunächst Priorität hatte, erfolgte die Eröffnung des Bahnhofs Kuriyama erst am 1. Juli 1893. Im Januar 1901 brannte das Empfangsgebäude nieder, woraufhin es wiederaufgebaut wurde. Nach der Verstaatlichung der Hokkaidō Tankō Tetsudō am 1. Oktober 1906 war das Eisenbahnamt (das spätere Eisenbahnministerium) zuständig.
Am 14. Oktober 1926 eröffnete die private Bahngesellschaft Yūbari Tetsudō den östlichen Teil der Yūbari-Bahnlinie zwischen Yūbari-honchō und Kuriyama. Die Züge hielten an der Westseite des damals fünfgleisigen Bahnhofs. Am 3. November 1930 ging der westliche Teil von Kuriyama nach Nopporo in Betrieb. Die Japanische Staatsbahn baute die Muroran-Hauptlinie zweigleisig aus: 1968 zwischen Yuni und Kuriyama, ein Jahr später auch zwischen Kuriyama und Kurioka. Ebenfalls 1969 nahm sie einen kleinen Containerterminal in Betrieb. Die Yūbari-Bahnlinie wurde am 1. April 1974 für den Personen- und am 1. April 1975 für den Güterverkehr stillgelegt.
Aus Kostengründen gab die Staatsbahn am 15. November 1982 den Containerverkehr auf, am 1. Februar 1984 auch den übrigen Güterverkehr und die Gepäckaufgabe. Im Rahmen der Staatsbahnprivatisierung ging der Bahnhof am 1. April 1987 in den Besitz der neuen Gesellschaft JR Hokkaido über. Das heutige Empfangsgebäude wurde im Dezember 2000 fertiggestellt.